# Trun (Szwajcaria)
Trun (do 1943 Truns) – miejscowość i gmina w Szwajcarii, w kantonie Gryzonia, w regionie Surselva. 1 stycznia 2012 do gminy przyłączono gminę Schlans.

## Demografia
W Trun mieszkają 1152 osoby. W 2020 roku 9,8% populacji gminy stanowiły osoby urodzone poza Szwajcarią. 

## Współpraca
Miejscowość partnerska:
- Geroldswil, Zurych (kontakty utrzymuje miejscowość Schlans)

## Transport
Przez teren gminy przebiega droga główna nr 19. 